# Station Buchs SG
Buchs SG is een station in het Zwitserse kanton St. Gallen dat werd geopend op 1 juli 1858. Het ligt bij de grensovergang met Liechtenstein en is voor het goederenverkeer de douanegrens met Oostenrijk. Naast de perrons voor reizigersverkeer beschikt het station over een rangeerterrein en kantoren van de douane.

## Afbeeldingen

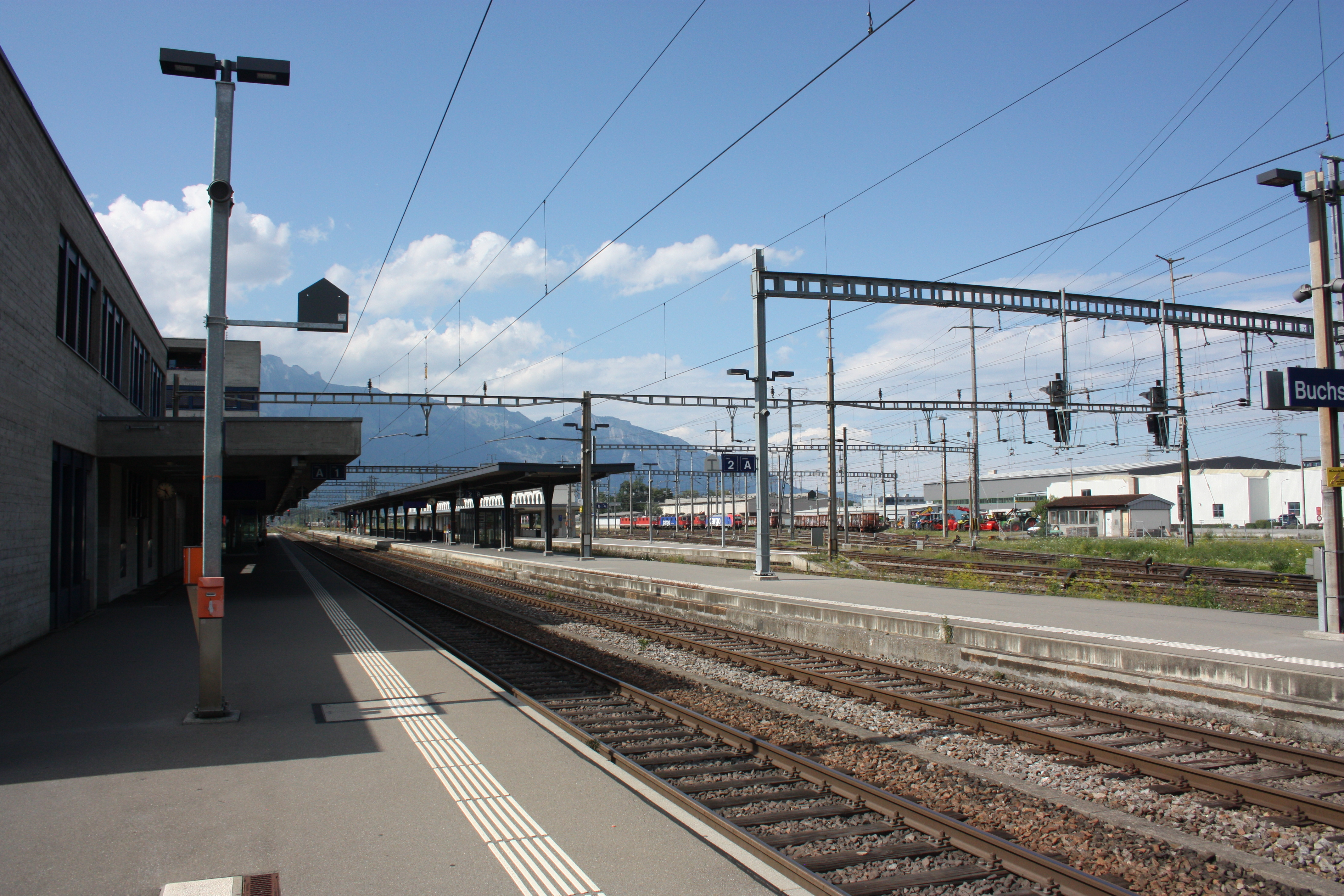
De perrons
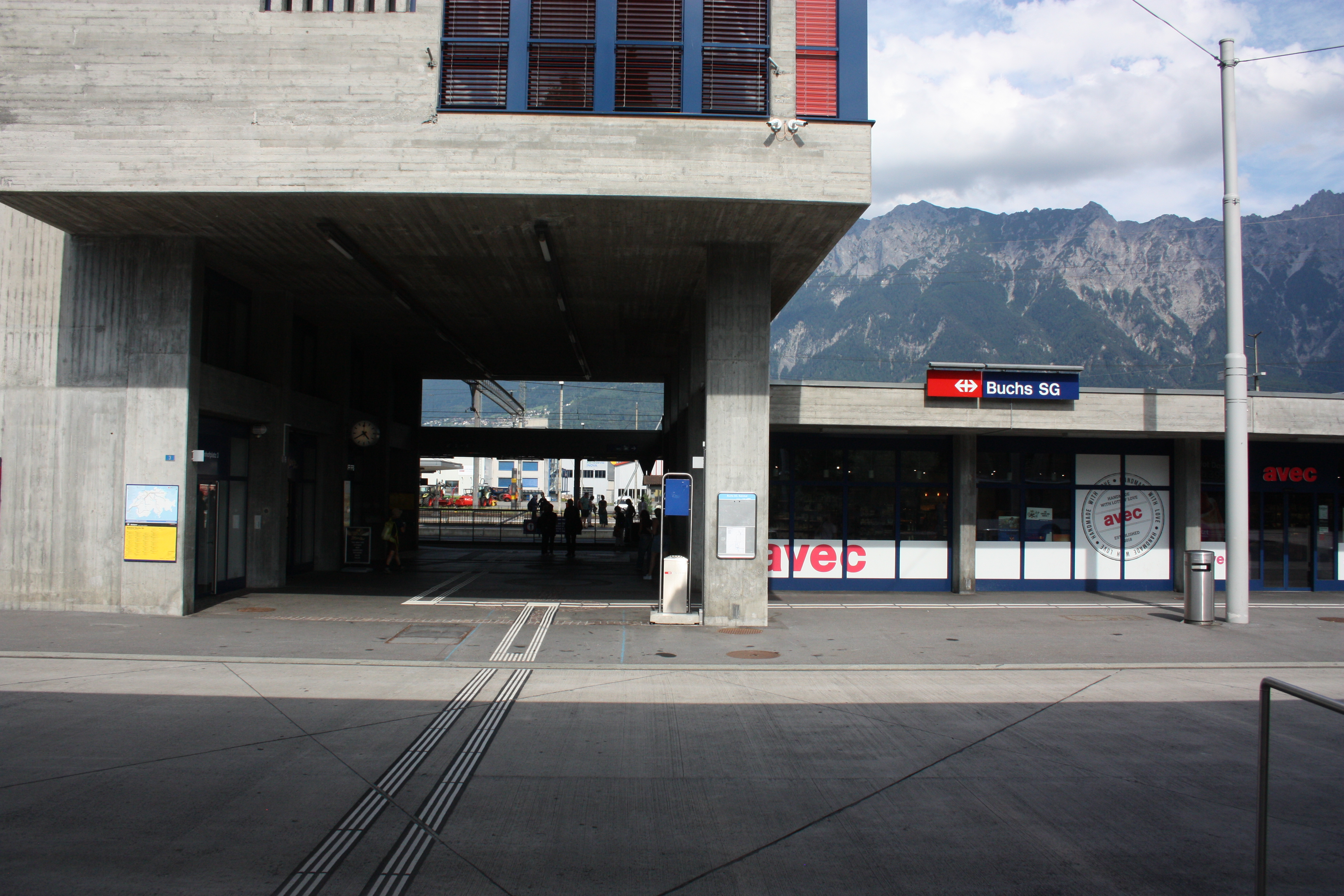
Vooraanzicht van het station. Op de achtergrond de Alpen in Liechtenstein
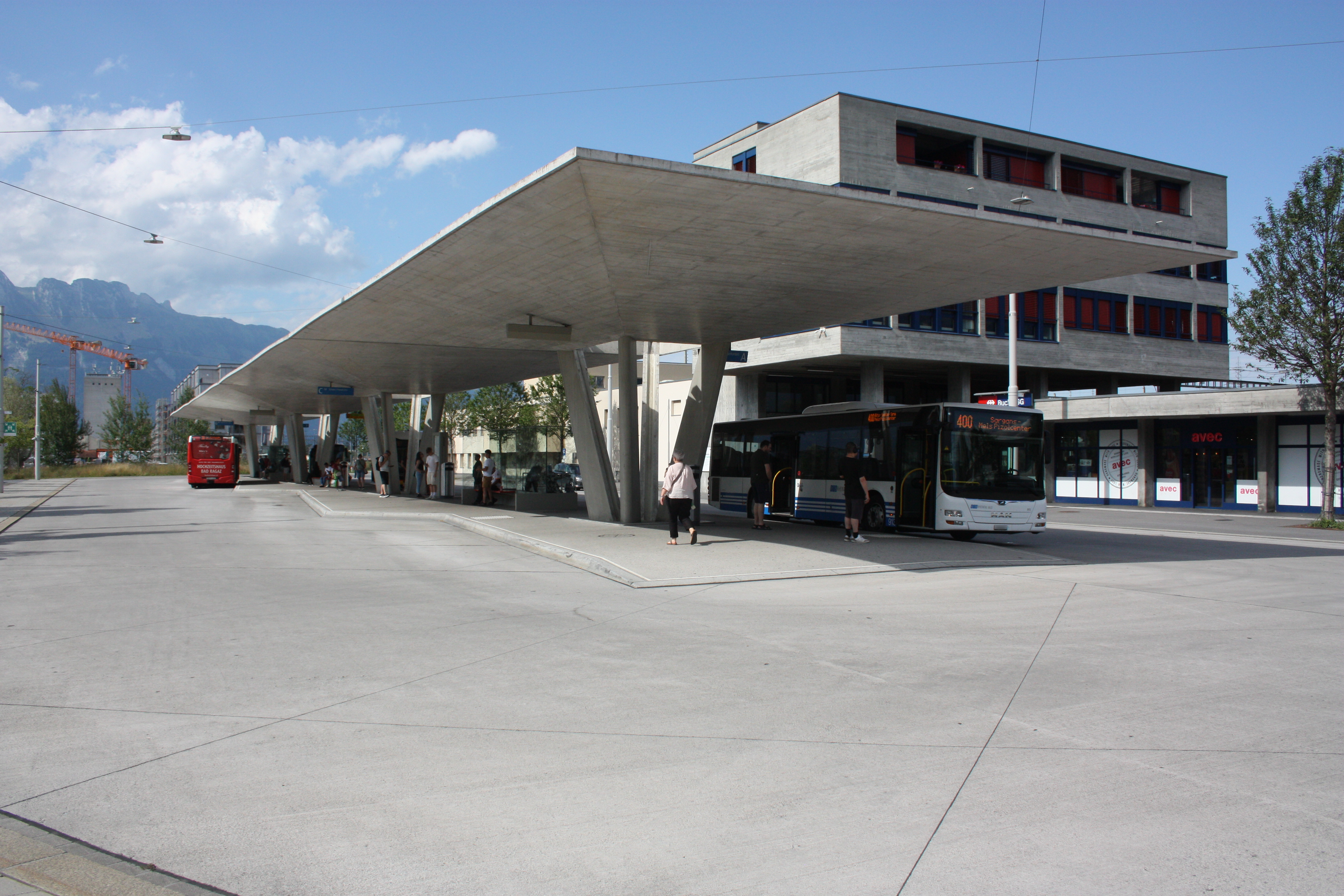
Het busstation